# Joshua Mance
Ronell Joshua Mance (Los Angeles, 21 de março de 1992) é um atleta norte-americano, especialista nos 400 metros.
Foi medalha de ouro nos 4x400 metros no Mundial Júnior de 2010.
Em 2012 ficou em quarto nas seletivas americanas dos 400 metros, obtendo vaga para o revezamento 4x400 m.